# هادسونویل (میشیگان)
هادسونویل، میشیگان (به انگلیسی: Hudsonville, Michigan) یک شهر در ایالات متحده آمریکا با جمعیت ۷٬۱۱۶ نفر است که در میشیگان واقع شده‌است.

## موقعیت جغرافیایی
موقعیت جغرافیایی شهرها و مناطق اطراف به شرح زیر است: